# Andy Grammer
Andrew "Andy" Grammer (nascido em 3 de dezembro de 1983) é um produtor, cantor e compositor americano assinou com Steve Greenberg da gravadora S-Curve. Seu álbum de estréia, Andy Grammer, foi lançado oficialmente em 14 de junho de 2011. 

## Biografia
Grammer nasceu em Los Angeles, mas cresceu em Chester, Nova Iorque, graduando na escola Monroe-Woodbury. Aos 20 anos, ele deixou a Universidade de Binghamton, e voltou para a área de Los Angeles,  onde reside atualmente.  Seu pai é o cantor e compositor Red Grammer. Em 2007, graduou-se na California State University, Northridge, com um B.A. Em julho de 2012, Grammer casou com a cantora e compositora Aijia Lise Guttman, conhecida profissionalmente como Aijia.

## Carreira musical
Grammer começou como um músico de rua na Third Street Promenade, em Santa Monica.  e, posteriormente, se apresentava no Viper Room, o Roxy Theatre (Leste de Hollywood) e a House of Blues.  Entre as canções populares de Grammer estão: "Keep Your Head Up", "Fine By Me", "Lunatic", "Ladies", "Biggest Man in L.A.", "Numbers", "Stepping Stone", "Couple More Sleeves", "Fireflies", e "The Pocket".
O vídeo de estréia do Grammer "Keep Your Head Up", que contou com a participação ator Rainn Wilson,  foi o vídeo da semana no iTunes em 2010, e a versão do vídeo no site de Grammer usa uma interface interativa que permite ao espectador "enviar o cantor em cenários patetas". Ele cantou a música no The Rachael Ray Show em 17 de novembro de 2010.  Desde então, estreou como número 94 na Billboard Hot 100 As vendas de álbuns de estreia de Grammer para a primeira semana ganhou o 1 º lugar na parada da Billboard New Artist.
Grammer abriu para Plain White T's para a segunda parte da sua turnê "Wonders of the Younger" na primavera de 2011.